# Geografia Niue
Niue – duży, wyniesiony atol koralowy leżący w południowo-zachodniej części Oceanu Spokojnego, w Polinezji, cechujący się nizinnym krajobrazem i tropikalnym klimatem. Niue to także nazwa terytorium stowarzyszonego z Nową Zelandią, zajmującego ten atol.

## Ukształtowanie poziome
Wyspa cechuje się słabo rozwiniętą linią brzegową o długości 64 km. Po zachodniej stronie można wyróżnić dwie łagodne zatoki. Wybrzeże jest w większości skaliste, zdominowana przez wapienne klify. Wybrzeże urozmaicają także piaszczyste plaże. Wyspę otaczają rafy koralowe.

## Budowa geologiczna i rzeźba
Niue jest wyspą pochodzenia koralowego, jednakże jest to obszar wypiętrzony. Pierwotnie wyspa miała typową postać atolu, jednakże wewnętrzna część, laguna, uległa wypiętrzeniu ponad poziom morza. Wyspę budują skały koralowe, głównie wapienie rafowe.
Wyspa jest nizinna, maksymalna wysokość sięga do 68 m n.p.m. (w pobliżu osady Mutalau). Na Niue znajdują się jaskinie związane ze zjawiskami krasowymi. Krajobraz wyspy ma postać płaskowyżu, gdzie występują niewielkie deniwelacje terenu.

## Klimat

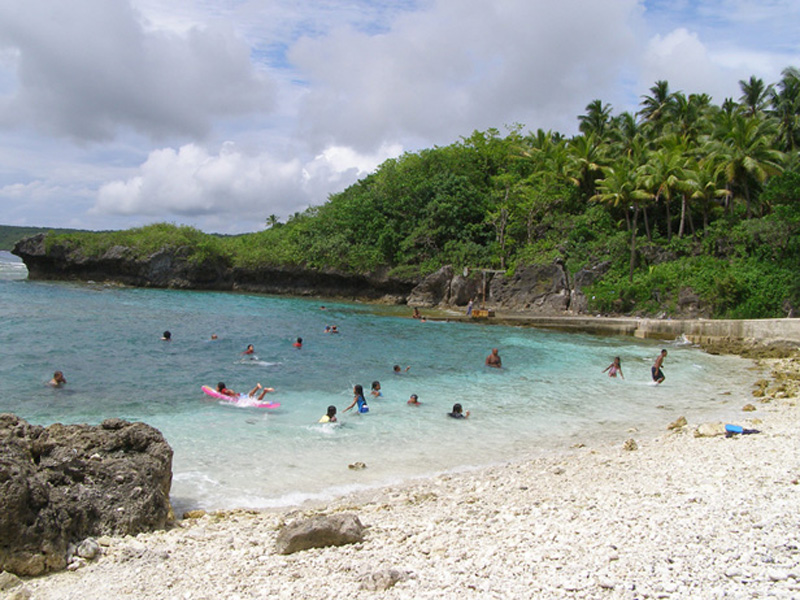
Plaża na południowym zachodzie wyspy

Niue leży w strefie klimatu podrównikowego, kształtowanego przez pasaty i ciepły Prąd Południoworównikowy. Temperatury są typowe dla klimatu równikowego i cechują się niewielkimi rocznymi wahaniami. Także w ciągu doby różnice między dniem i nocą rzadko przekraczają 5 °C. Średnie wartości wynoszą 25-26 °C. Opady są wysokie i sięgają 2000 mm, są jednak nierównomiernie rozłożone w ciągu roku. Największe przypadają na okres letni (grudzień-marzec), najmniejsze są w czerwcu-lipcu. Niue jest nawiedzane przez okresowe susze, a w okresie letnim występują tajfuny. Wyspa cechuje się wysoką wilgotnością powietrza.

## Wody
Wody powierzchniowe są ubogie, na wyspie nie ma stałej sieci rzecznej. Większą zasobnością cechują się wody podziemne związane z krasowym, wapiennym podłożem.

## Flora i fauna

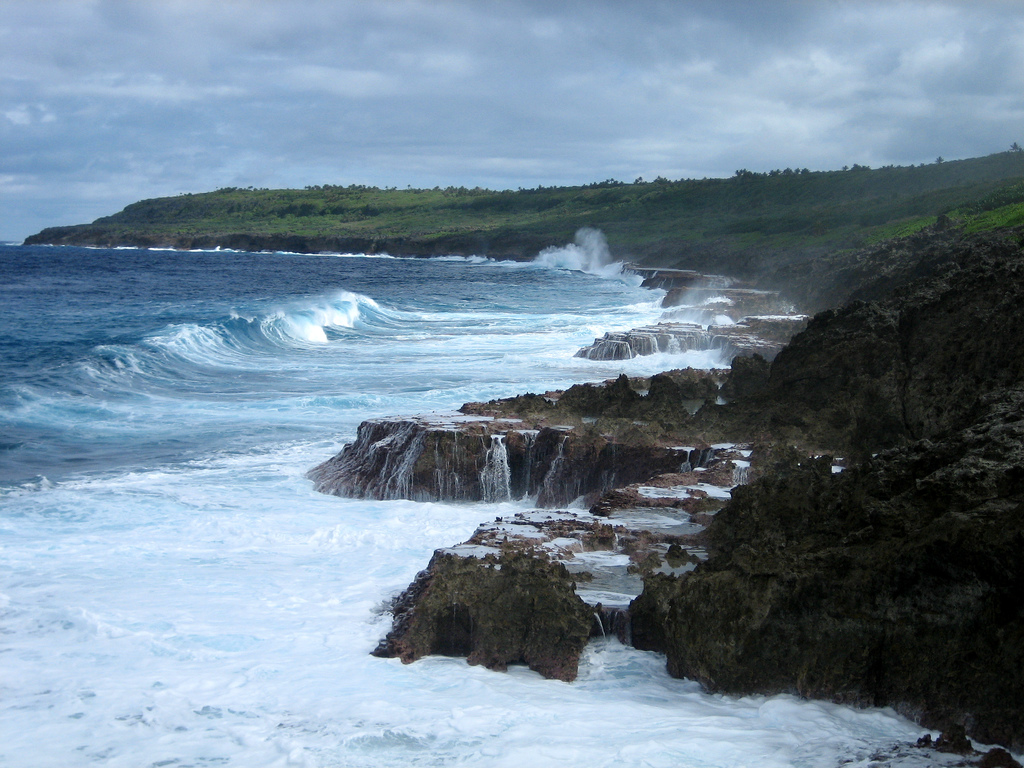
Skaliste wybrzeże wyspy

Naturalna formacja roślinna to lasy tropikalne i roślinność subtropikalna. Lasy tropikalne zajmują niewielki obszar wyspy, około 13% powierzchni. Liczne są palmy kokosowe, paprocie i bananowce, oraz wiele gatunków roślin kwiatowych takich jak np. storczyki. W wodach przybrzeżnych rosną rafy koralowe, stwarzające dogodne warunki do rozwoju fauny.
Fauna ogranicza się do ptaków i skorupiaków, oraz gadów. Do ssaków należą głównie nieliczne gryzonie. Bogaty jest przede wszystkim świata ptaków, gdzie występują zarówno morskie jak i lądowe gatunki. Są to m.in. papugi, gołębie, a także rybitwy i wiele innych. Skorupiaki związane są bliskością raf koralowych, charakterystyczne są m.in. kraby palmowe. W lasach żyją węże i jaszczurki. Wody przybrzeże obfitują w ryby i ssaki morskie. W regionie Niue w wodach występują rekiny rafowe.